# Novo Brasil
Novo Brasil é um município brasileiro, do interior do estado de Goiás, Região Centro-Oeste do país. Sua população estimada em 2010 era de 3 519 habitantes.

## História
O município foi fundado por paranaenses, que vieram para o centro do país em busca de uma vida melhor, e também na intenção de povoar o centro-oeste brasileiro. Formou-se assim um povoado, que depois veio a ser emancipado em 9 de dezembro de 1958.

## Geografia

### Distritos
Novo Brasil conta com vários distritos que o cercam, alguns possuem moradias e outros apenas delimitação geográficas e pequenas capelas, hoje o distrito de Novo Brasil que se encontra em melhor evolução é o distrito de Novo Goiás (Furreca) o qual possui ruas asfaltadas, moradias de alto padrão, Igrejas (Católica Apostólica Romana, Assembleia de Deus, Igreja Cristã Evangélica do Brasil (ICEB), Deus é Amor, Congregação Cristã no Brasil), supermercados, bares, lojas e etc, um posto de saúde moderno. O desenvolvimento de Novo Goiás se dá pelo grande número de fazendeiros com alto poder aquisitivo, também conta com uma confecção (Hering) que fabrica roupas para exportação.
Além de Novo Goiás o município de Novo Brasil também é formado por:
- Caranda
- Matinha
- Barata
- Cruzeirinho
- Capim

## Economia
Uma das principais fontes de renda é a agropecuária e a agricultura familiar.
Porém a partir do ano de 2009 Novo Brasil se viu em uma crescente, devido a inauguração de confecções que trouxeram uma grande fonte de renda para a cidade, hoje conta com mais de 10 confecções e emprega a população até então carente de empregos e oportunidades e divulga o nome da cidade.

## Religião
Seus santos padroeiros são: Nossa Senhora Aparecida e São Sebastião, comemorado sempre nos mês de outubro e julho, respectivamente, com grandes festas populares.

## Festas tradicionais
Hoje no município de Novo Brasil temos várias festa populares e de tradição são elas:
- Carnaval (Fevereiro)
- Cavalgada (Junho)
- Festa de São Sebastião (Julho-Agosto)
- Festa de Nossa Senhora Aparecida (Outubro)
- Reveillon (Dezembro)
- Festa do Peão de Rodeio (Novo Goiás)